# توني لونش
توني لونش (بالإنجليزية: Tony Lynch)‏ (20 يناير 1966 ببادنغتون في المملكة المتحدة - ) هو لاعب كرة قدم بريطاني في مركز جناح ‏. لعب مع ستيفيناغ بوروه ونادي بارنت ونادي برينتفورد ونادي كيترينغ تاون وماديستون يونايتد ‏ ونادي ويلدستون لكرة القدم.

## وصلات خارجية
- توني لونش على موقع قاعدة بيانات كرة القدم.إي يو (الإنجليزية)
- توني لونش على موقع Soccerbase.com (لاعب) (الإنجليزية)